# Rhinolophus coelophyllus
Rhinolophus coelophyllus is een zoogdier uit de familie van de hoefijzerneuzen (Rhinolophidae). De wetenschappelijke naam van de soort werd voor het eerst geldig gepubliceerd door Peters in 1867.